# RFA Northmark
Le Nordmark (plus tard le Northmark) était un ancien pétrolier et ravitailleur de la Kriegsmarine (marine allemande) qui a été attribué à la Royal Navy par la Commission interalliée des rapatriements lorsque les forces britanniques sont entrées à Copenhague le 9 mai 1945.

## Conception
Pour soutenir les opérations navales dans l'océan Atlantique, la marine allemande a effectué des essais avec différents navires dans les années 1920 et au début des années 1930. Après avoir testé deux navires de type intermédiaire, la conception a évolué vers la classe Dithmarschen. Six navires ont été construits au total, dont un n'a jamais été achevé. Comme l'Allemagne ne possédait aucun port sur l'océan Atlantique ni aucune base à l'étranger, la classe Dithmarschen combinait les rôles remplis par un pétrolier, un navire de réparation, un navire à munitions et un navire à cargaison sèche. Les navires étaient même équipés d'un petit hôpital. La cargaison principale était constituée de près de 9 000 tonnes de mazout et de 400 tonnes d'huile de graissage. Comme il était probable que les navires étaient en route pendant une longue période, le rayon d'action était de 12 500 milles nautiques à 15 nœuds. La vitesse maximale était de 23 nœuds.
Un armement lourd était installé, composé de trois canons de 15 cm/L48, de deux canons anti-aériens de 3,7 cm et de quatre de 20 mm, ainsi que de huit mitrailleuses.

## Construction et mise en service
Le navire est construit par le chantier naval Schichau-Werke d'Elbing en province de Prusse-Orientale, et mis sur cale le 14 novembre 1936. Il est lancé le 5 octobre 1937 sous le nom de Westerwald, et est achevé et mis en service le 6 janvier 1939.

## Historique
En juillet 1939, la première mission d'entraînement prolongée du Westerwald a lieu lorsqu'il accompagne le nouveau navire amiral de la flotte, le cuirassé Gneisenau, dans un voyage d'entraînement de plusieurs semaines dans les environs de Madère après sa première conversion.
Il quitte ensuite l'Allemagne le 22 août 1939 pour soutenir le cuirassé Deutschland en cas de déclenchement prévu de la guerre dans l'Atlantique Nord. Le navire d'escorte prend position au sud du Groenland et ravitaille le Deutschland à huit reprises jusqu'à ce que sa mission soit annulée. Le Deutschland ne coule que deux navires à vapeur après la libération opérationnelle du 26 septembre. Le 22 novembre, le Westerwald rentre chez lui une semaine après le cuirassé et est rebaptisé Nordmark.
En mars 1940, le navire, qui a été réparé à Hambourg, est transféré à Swinemünde pendant la phase préparatoire de l'"exercice de la Weser". Le 10 avril 1940, le Nordmark ravitaille en carburant les deux cuirassés Gneisenau et Scharnhorst en mer du Nord, en attendant que les destroyers allemands repartent de Narvik, puis rentrent chez eux sous la protection des destroyers. Le Nordmark reste dans l'océan Arctique et, le 13 mai 1940, au large de Jan Mayen, il ravitaille le croiseur auxiliaire Widder, qui navigue vers l'Atlantique. Alors qu'il se trouve dans l'océan Arctique, le Nordmark subit des dommages à l'avant et à l'arrière à cause de la glace, mais il reste néanmoins en attente comme navire de ravitaillement pendant l'opération Juno, lorsque les deux cuirassés allemands avec le croiseur lourd Admiral Hipper avancent contre les forces alliées évacuant la Norvège, naviguant vers leur base en même temps. Au cours de ce processus, il est repéré et attaqué par des avions britanniques près des côtes du Jütland le 27 juillet 1940. Les dommages sont réparés lors du désaffectation du chantier naval qui a suivi à Hambourg.

### Sept mois dans l'Atlantique
Par la suite, le 12 septembre 1940, le Nordmark est affecté à l'Admiral Scheer, un cuirassé de poche reclassé comme croiseur lourd, comme navire de ravitaillement pour ses opérations de guerre marchande. Le 23 octobre, les deux navires quittent Gotenhafen et se dirigent vers Brunsbüttel en passant par le canal de Kiel (canal de l'empereur Wilhelm II). Sécurisés par trois torpilleurs, ils mettent le cap sur Stavanger le 27 et continuent vers le nord. Dans de très mauvaises conditions météorologiques, le commandant du croiseur, le Kapitän zur See Theodor Krancke, décide de tenter une percée immédiate dans l'Atlantique Nord à la hauteur de Bergen et renvoie ses escortes à Bergen. Le pétrolier laissé derrière devait suggérer à l'ennemi que l'Admiral Scheer est également toujours dans les eaux norvégiennes.
Après la percée réussie du Nordmark dans l'Atlantique Nord, les deux navires ne se sont rencontrés que le 14 novembre à l'ouest des Açores après l'attaque de l'Admiral Scheer sur le convoi HX 84. L'Admiral Scheer fait le plein de carburant; il s'esr approvisionné deux jours plus tôt auprès du pétrolier Eurofeld envoyé de Tenerife. Le Nordmark, en marche vers le premier rendez-vous avec l'Admiral Scheer, avait déjà donné rendez-vous au sous-marin U-65 les 9 et 10 novembre et lui fournit du carburant. Le sous-marin doit opérer au large des côtes de l'Afrique de l'Ouest. Le 28 et 29 novembre, il rencontre de nouveau le sous-marin et lui remet également un prisonnier. A 350 milles nautiques (650 km) à l'est du Suriname, le Nordmark rencontre  de nouveau l'Admiral Scheer le 6, qui continue à la réapprovisionner et à effectuer quelques réparations en utilisant les pièces de rechange et les ingénieurs du Nordmark. Puis, le 7 décembre, le U-65 est ravitaillé à nouveau.
Le 14 décembre, le Nordmark et l'Admiral Scheer se retrouvent à 150 milles nautiques (280 km) au sud-ouest du Cap-Vert, et le croiseur fait le plein de provisions et de carburant. Le rendez-vous suivant a  lieu le 26 décembre dans l'Atlantique Sud, à l'ouest de Sainte-Hélène. L'Admiral Scheer apporte avec lui le navire frigorifique Duquesa (8 651 tonneaux de jauge brute), capturé une semaine plus tôt, et qui a à son bord 14,5 millions d'œufs et plus de 3 000 tonnes de viande de bœuf. Les croiseurs auxiliaires Thor et Pinguin et le pétrolier Eurofeld se sont également joints à la réunion.
Le Nordmark reste dans la zone de ravitaillement tandis que les cuirassés cherchent de nouvelles zones d'opération. Enfin, le Thor quitte le Nordmark après avoir fait le plein de carburant et de vivres le 6 janvier 1941. Au même moment, arrive le pétrolier norvégien Storstad, déjà immobilisé par le Pinguin le 7 octobre 1940[8], dont le Nordmark prend 6 500 tonnes de gazole et qu'il équipe enfin pour la percée vers la France. La conversion de l'Eurofeld en prisonnier de guerre a alors commencé, ce pétrolier ayant rendu sa cargaison. Du 10 au 13 janvier, il embarqué 1 200 tonnes de carburant et plus de 100 prisonniers du Nordmark et entame la marche vers la France.
Du 15 au 17 janvier, le Nordmark s'approvisionne auprès du Duquesa, mais il ne dispose que de peu de combustible, les navires à charbon n'ayant jamais été capturé auparavant. Le navire frigorifique, appelé à la blague "Bureau de provisions Wilhelmshaven-Süd", est donc pris en remorque et ne fait fonctionner que les installations frigorifiques avec ses propres moteurs, dans lesquels tout ce qui était combustible à bord est brûlé.
Le 24 janvier, l'Admiral Scheer arrive à nouveau et remplit ses magasins, suivi de son navire de prise Sandefjord. La cargaison de pétrole du pétrolier ne convient pas au croiseur, mais le Nordmark en prend pour des consommateurs convenables. Le Sandefjord a accueilli environ 200 prisonniers des navires allemands, puis il a navigué avec un équipage de prise vers la Gironde, qu'il a atteint le 27 février. Entre-temps, le  Seekriegsleitung (SKL) a décidé que tous les navires baleiniers capturés par le Pinguin devaient être envoyés en France en tant que prises. L'Admiral Scheer laisse donc du personnel qualifié sur le Nordmark. Ce dernier se rend avec le Duquesa en remorque au point de rendez-vous suivant convenu, et du 7 au 9 février 1941, il livre au croiseur auxiliaire Kormoran 1 338 tonnes de carburant et autres fournitures, et prend la relève du croiseur auxiliaire 170 de ses prisonniers. Le 11 février, le navire suivant qu'il rencontre est le navire mixte HAPAG Portland, qui était à Talcahuano depuis le début de la guerre et avait quitté le port chilien en janvier avec un faible approvisionnement en carburant. Il apporte maintenant des aliments frais et reçoit le carburant nécessaire pour le voyage de retour.
Le 15 février, le Pinguin revient au Nordmark. On lui transfère du personnel pour les équipages de sa proie, et on lui laissé le navire de prise  Duquesa, car il n'y a plus du tout de carburant pour lui. Le croiseur auxiliaire et le navire de ravitaillement Alstertor, arrivés le 18, continuent à s'approvisionner autant que possible, et le Pinguin coule ensuite le navire frigorifique. Le Nordmark quitte la zone de ravitaillement et se dirige vers le nord, au large de la côte brésilienne, au nord de l'équateur, où il doit principalement ravitailler les sous-marins. Mais d'abord, il ravitaille l'Admiral Scheer le 9 mars et transfère ses prisonniers avant que le croiseur ne rentre chez lui.
Du 1er au 4 avril, le Nordmark prend en charge le carburant et le ravitaillement du pétrolier Ill (7 603 tonneaux de jauge brute) envoyé de France, capturé en Norvège en 1940. Des denrées alimentaires fraîches sont alors prises en charge par le pétrolier Rudolf Albrecht, en provenance de Tenerife. Le 7 avril, le Nordmark fournit les U-boote U-105 et U-106 opérant au large de Rio de Janeiro et sécurisant le forceur de blocus allemand sortant Lech (3 290 tonneaux de jauge brute).
Sur le chemin du retour vers le sud, dans la zone de ravitaillement de l'Andalousie, le Nordmark est repéré par l'avion d'embarquement de l'Alcantara. Il se fait passer pour le navire ravitailleur américain USS Prairie (AD-15), qui est accepté. Avant que les Britanniques ne découvrent que cela ne pouvait pas être vrai, ils ont perdu le contact et n'ont pas retrouvé le navire allemand.
Les 16 et 17 avril, le Nordmark fournit les sous-marins italiens Gugliemotti, Archimede et Galileo Ferraris, qui se sont échappés de Massaoua le 3 mars et font route de la mer Rouge vers Bordeaux. Le 22, le Perla, qui est parti en dernier, est également approvisionné. Les prisonniers à bord (sauf les blessés) sont livrés au "transport de prisonniers" HAPAG Ermland, qui est en marche du Pacifique vers le sud de la France avec les prisonniers du croiseur auxiliaire Orion. Le Nordmark se dirige ensuite vers le nord, rencontre à nouveau le croiseur auxiliaire Atlantis et, le 3 mai 1941, ravitaille les U-105 et U-107, mettant finalement fin à la mission.
Le 18 mai 1941, les destroyers Erich Steinbrinck, Bruno Heinemann et Friedrich Ihn récupèrent le Nordmark dans le golfe de Gascogne et l'escortent à Boulogne-sur-mer via Le Havre. Là, les dragueurs de mines de la classe M1935 M3, M4 et M20 prennent en charge l'arrimage et amènent le navire sans dommage à Hambourg jusqu'au 20 mai 1941. Les trois prisonniers blessés encore à bord sont débarqués à Cuxhaven. En 212 jours de mer, le Nordmark a parcouru 33 664 milles nautiques (62 345 km), effectuant 41 opérations de ravitaillement. Outre l'Admiral Scheer et huit sous-marins, il a fourni les croiseurs auxiliaires Thor, Kormoran et Pinguin ainsi que dix navires auxiliaires, des prises de guerre ou des forceurs de blocus.

#### Autres missions
Le navire est révisé à Hambourg et affecté à la flotte pour des opérations depuis la Norvège en mars 1942. Il y approvisionne régulièrement les unités de la flotte et ne revient à Copenhague qu'en avril 1945.

### Au service du Royaume-Uni
Après que les forces britanniques sont entrées à Copenhague le 9 mai 1945, la Commission interalliée des rapatriements attribue à la Royal Navy le Nordmark .
Le 6 juin 1945, le croiseur HMS Diadem (84) et le destroyer HMS Oribi (G66) escortent le Nordmark à travers la mer du Nord jusqu'à Rosyth en Ecosse. Il arrive à Rosyth le 8 août 1945 et le mois suivant, il se rend à Hebburn-on-Tyne pour y être inspecté, réparé et converti en vue d'un service dans la British Pacific Fleet (flotte britannique du Pacifique), mais la guerre prend fin et il est placé en réserve à la place.
Il est rebaptisé Northmark en janvier 1946 et est considéré comme un pétrolier de la Royal Fleet Auxiliary (RFA), mais le coût des modifications est jugé injustifiable et une proposition de suivi est prise en compte après que l'on est approuvé son exploitation en tant que navire de guerre.
Il n'a donc jamais servi en tant que RFA, mais il est réaménagé pour le service en 1947 et, à la fin, il est rebaptisé HMS Bulawayo en juillet 1947. Il sert en tant que tel jusqu'à sa mise au rebut en octobre 1955.